# Léon Binoche
Léon Binoche (Champs-sur-Yonne, 1878. augusztus 16. – 1962. augusztus) olimpiai bajnok francia rögbijátékos, ügyvéd.
Az 1900. évi nyári olimpiai játékokon rögbiben aranyérmes lett a francia válogatottal
Jogász diplomát szerzett és ügyvédként dolgozott.